# Tam Dalyell
Thomas Dalyell of the Binns, 11th Baronet, mer känd som Tam Dalyell, född 9 augusti 1932 i Edinburgh, död 26 januari 2017, var en brittisk (skotsk) Labour-politiker som var parlamentsledamot för partiet 1962-2005.
Dalyell föddes i Edinburgh och växte upp i familjehemmet The Binns i West Lothian i Skottland. Han använde sig dock aldrig av sin adelstitel. Som student vid Universitetet i Cambridge var han aktiv som konservativ. Han blev dock medlem av Labour 1956 och invaldes i parlamentet första gången 1962 för valkretsen West Lothian, Skottland. Sedan 1983 representerade han Linlithgow, West Lothian, vilket är ungefär samma valkrets med ett nytt namn. Från valet 2001 var han "Father of the House", alltså den parlamentsledamot som har suttit längst. Han lämnade brittiska parlamentet valet 2005.
Dalyell brukade driva sin egen linje och gick många gånger emot partilinjen. Exempelvis motsatte han sig alltid självstyre för Skottland, och han ställde under 1970-talet den kända West Lothian Question som fortfarande är en stor fråga inom brittisk och skotsk politik. Han motsatte sig även brittiska militära aktioner som Falklandskriget och, under Tony Blairs regering, ingripandet mot Serbien och Irak. Han var EU-anhängare.
I januari 2004 tillkännagavs att Dalyell inte skulle ställa upp för omval i det kommande valet.